# Bilgeri & Köhlmeier
Bilgeri & Köhlmeier ist ein Kabarett-Musik-Duo, das 1972 von Michael Köhlmeier (Schriftsteller) und Reinhold Bilgeri (Musiker) gegründet wurde.

## Gemeinsame Arbeit
Mit Liedern wie Oho Vorarlberg, Strumpfbandgürtelblues oder Frankfurt-Song wurde das Duo auch über die Grenzen Vorarlbergs hinaus als einer der ersten nicht-wienerischen Vertreter des Austropop bekannt. Mit der Band Clockwork nahm es im ORF-Landesstudio Vorarlberg das Album Owie lacht auf, das schon bald vergriffen war.
Die beiden gingen jedoch später eigene Wege. Michael Köhlmeier verfolgte eine Karriere als Schriftsteller, Reinhold Bilgeri gelang es als Rock-, Pop- und Jazzsänger, in die österreichischen und internationalen Charts zu kommen.
Nach 20 Jahren wurde Owie lacht von Josef Ess (Musikladen Records) neu aufgelegt und als CD herausgebracht. Die CD verkaufte sich in Vorarlberg erfolgreich.
Köhlmeier & Bilgeri wagten 1995 erneut den gemeinsamen Schritt auf die Bühne. Sie traten 15 Mal auf. Ihre Tournee war ausverkauft. Bei einigen dieser Konzerte war die Vorarlberger Mundartband Alldra als Vorgruppe dabei und wurde erstmals einem breiteren Publikum bekannt. Mit ihr nahm Michael Köhlmeier 2001 seinen Owie-lacht-Hit Z´Breagaz am Bahnhof neu auf. 1996 erschien ein Live-Mitschnitt der Tournee als Doppel-CD und als Video.
Obwohl seither keine gemeinsamen Plattenprojekte und Konzertreihen mehr erfolgten, treten Köhlmeier und Bilgeri gelegentlich auch heute noch gemeinsam auf, so zum Beispiel anlässlich der alljährlich um die Weihnachtszeit stattfindenden Benefizkonzerte der Vorarlberger Krebshilfe.

## Diskografie
- 1973: Oho Vorarlberg / 's Volk ischt halt z'blöd (Single)
- 1973: Owie lacht (Album)
- 1995: Live (Album)